# Michał Kleczkowski

herb Cholewa

Michał Kleczkowski (ur. 27 lutego 1818 w Kleczkowie, zm. 26 marca 1886 w Paryżu) – dyplomata i sinolog.

## Życiorys
Urodził się 27 lutego 1818 w rodzinie Józefa Adolfa herbu Cholewa i jego żony Julii z domu Sobieskiej w Kleczkowie. W roku 1820 umarł jego ojciec i w następnym matka. Nie ma informacji o jego dzieciństwie i ukończonych szkołach.
W 1840 wyjechał do Francji, gdzie w 1842 i rozpoczął naukę języka chińskiego u Antoine’a Bazina w École nationale des langues orientales vivantes. Po ukończeniu studiów w 1847 wyjechał do Chin jako tłumacz. W 1849 razem z konsulem francuskim Charles’em de Montigny przeżyli napad piratów, dzielnie broniąc siebie, jak i konwoju ośmiu dżonek. Dwa lata później wspólnie w Korei doprowadzili do zwolnienia rozbitków statku wielorybniczego, który został zaaresztowany przez władze lokalne. W 1852 powrócił do Francji i w następnym roku był z powrotem w Chinach i brał udział w negocjacjach wojny opiumowej.
W latach 1861–1863 przebywał w Pekinie jako chargé d’affaires rządu francuskiego. W tym czasie również doprowadził do zawarcia traktatu handlowego między Chinami a Portugalią, za co został odznaczony orderem „Wieży i Miecza”.
W 1871 objął katedrę profesora języka chińskiego w École nationale des langues orientales vivantes, którą prowadził do 1883.

## Życie prywatne
Żonaty był z amerykanką Euphemią Tudor, dziedziczką fortuny „króla lodu” Frederica Tudora, z którą miał czworo dzieci: Euphemię Alice (ur. 1863), Eleonorę Delię (ur. 1865), Frederica (ur. 1871) i Yvonne Jeanne (1880).
Michał Kleczkowski był kuzynem Cypriana Kamila Norwida, z którym się znał i spotykał. Wspierał go również finansowo i opłacał pobyt poety w Domu św. Kazimierza.